# Carpazi Orientali Esterni
I Carpazi Orientali Esterni sono una parte della catena montuosa dei Carpazi. Si trovano soprattutto in Romania ed Ucraina; più marginalmente, in Polonia e Slovacchia.

## Classificazione
Essi, dal punto di vista geologico, sono considerati una sottoprovincia ed hanno la seguente classificazione:
- catena montuosa = Carpazi
- provincia geologica = Carpazi Orientali
- sottoprovincia = Carpazi Orientali Esterni.

## Suddivisione
I Carpazi Orientali Esterni sono ulteriormente suddivisi in aree e gruppi montuosi:
- Propaggini dei Beschidi Centrali (PL)*** (in PL Pogórze Środkowobeskidzkie)
  - Propaggini Rożnów (PL: Pogórze Rożnowskie)
  - propaggini Ciężkowice (PL: Pogórze Ciężkowickie)
  - Propaggini Strzyżów (PL: Pogórze Strzyżowskie)
  - Propaggini Dynów (PL: Pogórze Dynowskie)
  - Propaggini Przemyśl (PL: Pogórze Przemyskie)
  - Depressione Gorlice (PL: Obniżenie Gorlickie)
  - Bacino Jasło-Krosno (PL: Kotlina Jasielsko-Krośnieńska)
  - Propaggini Jasło (PL: Pogórze Jasielskie)
  - Propaggini Bukowsko (PL: Pogórze Bukowskie)
- Piccoli Beschidi (SK) / Beschidi Centrali (PL)[1] (area) (in SK Nízke Beskydy, PL Beskidy Środkowe)
  - Busov (SK)
  - Ondava Highlands (SK: Ondavská vrchovina)
  - Piccoli Beschidi (PL: Beskid Niski) + Laborec Highlands (SK: Laborecká vrchovina)
  - Beskidian Piedmont (SK: Beskydské predhorie)
- Beschidi Orientali (PL) / (?)Carpazi Boscosi (SK) / (?)Carpazi Ucraini (UA) (area) (PL: Beskidy Wschodnie, SK: Poloniny, UA: Ukrains'ki Karpaty[2])
  - Beschidi Boscosi (PL: Beskidy Lesiste + (?) UA: Lisystyi Beskyd):
    - Bieszczady o Bieszczady Occidentale (PL: Bieszczady Zachodnie) [e Góry Sanocko-Turczańskie, talvolta conosciuto come Beschidi Medi in UA] (PL) + Bukovské vrchy Mts. (SK) + Beschidi Occidentali (UA, Zachidni Beskydy)
    - Beschidi di Skole (UA: Skolivs'ki Beskydy), parzialmente o completamente anche detto Alti Beschidi (Vysoki Beskydy); parte dei Beschidi Orientali (Ucraini) (Skhidni Beskydy)
    - Beschidi del Dniester Superiore (UA: Verkhn'odnistrovs'ki Beskydy), parte dei Beschidi Orientali (Ucraini) (Skhidni Beskydy)
    - Gorgany (UA)
    - Carpazi Pokuttya-Bucovina (UA, Pokuts'ko-Bukovins'ki Karpaty)

  - Cresta Polonyna (UA: Polonyns'kyi chrebet):
    - Smooth Polonyna (Polonyna Rivna)
    - Polonyna Borzhava
    - Polonyna Kuk
    - Polonyna Beautiful (Polonyna Krasna)
    - Svydovec'
    - Čornohora (letteralmente: Monti Neri)
    - Monti Hrynyav
- Carpazi Moldavo-Munteniani (in RO Munţii Carpaţi ai Moldo-Munteniei
  - Bucovina Ridges (RO: Obcinele Bucovinei), i.e. Obcina Mare (Great Ridge) + Obcina Feredeului (Feredeu Ridge), MMB
  - Monti Stânişoara (RO: Munţii Stânişoarei) MMT
  - Monti Tarcău (RO: Munţii Tarcăului) MMT
  - Comăneşti Depression (RO: Depresiunea Comăneşti) MMT
  - Monti Nemira (RO: Munţii Nemira) MMT
  - Monti Ciuc (RO: Munţii Ciucului), inclusi i Monti Bodoc (RO: Munţii Bodocului), MMT
  - Monti Bârsa (RO: Munţii Bârsei) MC
  - Monti Ciucaş (RO: Munţii Ciucaş) MC
  - Monti Buzău (RO: Munţii Buzăului) MC
  - Monti Vrancea (RO: Munţii Vrancei) MC